# Gõ kiến xanh gáy vàng
Picus flavinucha là một loài chim trong họ Picidae.
Nó được tìm thấy ở Đông Á từ phía bắc và đông Ấn Độ đến Đông Nam Trung Quốc, Đông Dương, Hải Nam, và Sumatra. Môi trường sống tự nhiên của chúng là rừng ẩm vùng đất thấp nhiệt đới hoặc cận nhiệt đới và các khu rừng vùng núi ẩm nhiệt đới hoặc cận nhiệt đới.